# Los Torrents (Sant Romà d'Abella)
Los Torrents és un paratge del terme municipal d'Isona i Conca Dellà, a l'antic terme de Sant Romà d'Abella.
El lloc és al nord de Sant Romà d'Abella, a la dreta del riu d'Abella i a l'esquerra del barranc de la Viella, just al nord del Molí del Baró.